# Operação Farol da Colina
Operação Farol da Colina foi uma operação da Polícia Federal do Brasil ocorrida em 2004 que investigou 24 bilhões de dólares movimentados entre 1999 e 2002 de forma irregular para fora do País, via contas bancárias não declaradas de doleiros e empresas offshore. O juiz federal Sergio Moro, responsável pelo caso, decretou a prisão de 103 pessoas envolvidas com o esquema, sendo 63 doleiros. É um desdobramento do caso Banestado.
A origem das investigações foi no Banestado, em Foz do Iguaçu (PR), e na agência do mesmo banco em Nova York.
Em outubro de 2004, o Ministério Público Federal ofereceu denúncia contra Armando Santone, seu filho, Rodrigo Santone, Rui Luiz da Luz Leite de Souza e Juscelio Nunes Vidal pelos crimes de formação de quadrilha, gestão fraudulenta de instituições financeiras, evasão de divisas, omissão de dados relevantes aos órgãos oficiais e movimentação no exterior de recursos não declarados e lavagem de dinheiro.
O esquema foi descoberto pelas informações da contabilidade paralela do doleiro Alberto Youssef, que foi preso em Curitiba, respondendo a processo. O MPF teve acesso ao laudo pericial que identificou dados contidos em rubricas contábeis de Youssef, referentes às operações de compra e venda de dólares efetivadas pelos acusados Rui Luiz e Armando Santone.

## Prisões e buscas
No Rio de Janeiro foram presos 9 doleiros e donos de casas de câmbio e buscas em 56 empresas. Em São Paulo, a PF efetuou 22 prisões e realizou 79 buscas e apreensões.
Em Belo Horizonte, foram 4 prisões. Em Governador Valadares foram realizadas 11 prisões e cumpridos 32 mandados de busca e apreensão.
Em Manaus foram três prisões e oito buscas e apreensões. Em Recife, a PF prendeu três doleiros e realizou buscas em oito escritórios e residências. Em João Pessoa, foram duas prisões e sete mandados de busca e apreensão. Em Belém, a PF efetuou oito prisões e fez 18 buscas e apreensões.
A Polícia Federal (PF) prendeu 63 doleiros, e ao total foram cumpridos 103 mandados de prisão. Na época, foi a maior operação já realizada pela PF, no Brasil.

## Condenações
Em março de 2005 o doleiro Reginaldo Perez Chaves foi condenado a 10 anos de prisão e ao pagamento de multa no valor de 1.200 salários mínimos por gestão fraudulenta e manutenção de depósitos não-declarados no exterior.
O empresário e ex-deputado federal Vittorio Medioli, foi condenado a cinco anos e cinco meses de prisão por crime contra o sistema financeiro. O ex-parlamentar foi um dos alvos da operação.
Os doleiros Richard Andrew de Mol Van Otterloo e Raul Henrique Srour foram condenados a 2 anos e 6 meses de prisão, substituída por duas penas restritivas de direitos - 1 ano e 9 meses de prestação de serviços comunitários e doação de 50 cestas básicas à instituição de caridade Lar Redenção, em razão do acordo de delação premiada. A sentença foi aplicada pelo juiz Douglas Camarinha, da 6.ª Vara Criminal Federal.
Outros doleiros foram condenados na operação principal, do caso Banestado, como Toninho Barcelona que foi condenado a 9 anos de prisão em regime fechado, e Alberto Youssef, condenado a 7 anos de reclusão em regime semi-aberto.
Ao total foram 97 condenados no escândalo do Banestado.